# Múzeumi világnap

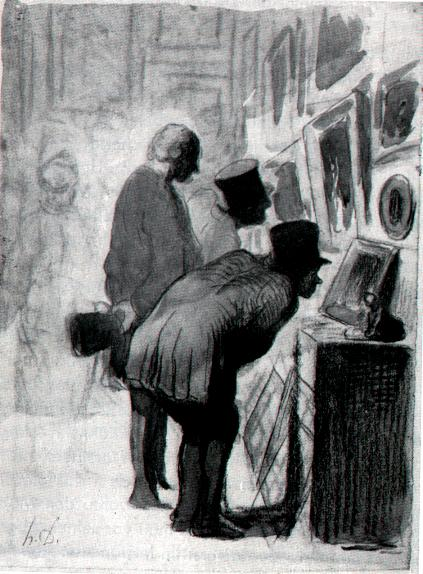
Kiállított érdekességek
és érdeklődő látogatók

A múzeumi világnap ünneplését a Múzeumok Nemzetközi Tanácsának 1977 májusában Moszkvában tartott XI. konferenciáján határozták el. Első alkalommal 1978. május 18-án tartották meg. Azóta már több mint száz ország közel 30000 múzeuma vesz részt a minden év május 18-án tartott eseményben.
Az ünnep célja, hogy az „év eme napján komolyabb figyelem forduljon a múlt emlékeit őrző és bemutató intézmények felé”.